# Crkva sv. Elizabete Ugarske u Jalžabetu
Crkva sv. Elizabete Ugarske župna je crkva Župe Jalžabet. Prvi puta se spominje u nastarijem popisu župa Zagrebačke biskupije iz 1334. godine, a današnja crkva potječe iz sredine 18. stoljeća. Baroknu su crkvu dali podići supružnici Helena Rozalija Somogy i Baltazar Bedeković, vlasnici jalžabetskog plemićkog dobra i patroni župe.

## Arhitektura
Crkva je jednobrodna građevina s malo istaknutim bočnim kapelama i četvrtastim svetištem. Iznad monumentalnog glavnog pročelja nalazi se dvokatni toranj s lukovičastim krovom. U višoj niši pročelne strane tornja smješten je kameni kip sv. Elizabete koja daruje prosjaka. U unutrašnjosti crkve ističe se pet velikih drvenih oltara, rad danas nepoznate, ali kvalitente radionice.

### Glavni oltar
Monumentalni glavni oltar sv. Elizabete arhitektonski je oblikovan i ukrašen većim brojem drvenih kipova svetaca u nadnaravnoj veličini. U središnjoj niši glavnog oltara smješten je kip sv. Elizabete. Sa svake strane smještena su još po dva kipa svetaca. Na jednoj strani to su sv. Ladislav i sv. Katarina, a na drugoj sv. Barbara i sv. Emerik. U gornjem dijelu oltara smješten je kip Blažene Djevice Marije, a sa strane su kipovi sv. Joakima, sv. Ane i anđela.
Posebnost glavnog oltara predstavljaju rustikalno oblikovani atlanti, koji s lijeve i desne strance podupiru oltar.

### Bočni oltari
Bočno su smješteni oltari sv. Lovre i sv. Roka (desno), te oltar svetog Antuna Padovanskog i sv. Helene (lijevo). I ovi su oltari arhitektonski oblikovani, te opremljeni drvenim kipovima i uljanim slikama na platnu. Kulturnopovijesno posebno je zanimljivo središno smještena slika na oltaru sv. Jelene Križarice, za koju se pretpostavlja da prikazuje Rozaliju Helenu Somogy, vlasnicu plemičkog dobra Jalžabeta. Svetica je prikazana u velikaškoj nošnji iz 18. stoljeća.

### Ostalo
Osim oltara ljepotom izrade ističe se i drvena razbarena barokna propovjedaonica iz druge polovice 18. stoljeća.

 Do početka 19. stoljeća u crkvi se sahranjuju pojedini pripadnici plemićkih obitelji s područja župe. Tako je u svetištu grobna ploča Beatrice Inkey de Pallin († 21. 4. 1862.), dok je u lađi uz bočni lijevi oltar kripta plemićke obitelji Matačić.

## Orgulje
Orgulje s 11 registara je 1965. godine izradio Franc Jenko iz Ljubljane.
Graditelj: Franc Jenko (Ljubljana)

Godina gradnje (Opus): 1965. (op. 108)

Veličina: 11 registara

Opseg manuala:  C - g3

Opseg pedala:  C - d1

Dispozicija
| Manual        | Pedal        |
| Principal 8'  | Subbass 16'  |
| Burdon 8'     | Oktavbass 8' |
| Fl. Dolce 8'  |              |
| Viola 8'      |              |
| Oktava 4'     |              |
| Flavta 4'     |              |
| Kvinta 2 2/3' |              |
| Mikstura      |              |
| Celestina II  |              |

Spojevi: Sup. Zveza, Ped. Zveza

Pomagla: el. puhalo

Kolektivi: Tutti, Forte, Piano

Sustav: mehanički